# Воробьёв, Евгений Дмитриевич
Евгений Дмитриевич Воробьёв (15 октября 1920 — 25 января 1994) — советский физик.

## Биография
Родился 15 октября 1920 года.
Окончил ВВИА имени Н. Е. Жуковского (1946) и Московский механический институт (1948).
С 1947 года участник советского ядерного проекта:
- 1947—1949 инженер Лаборатории № 2 АН СССР,
- 1949—1952 работал в ЛИПАН.
- 1952—1957 научный руководитель предприятия п/я 1590 (Челябинск-40),
- 1957—1959 советник по науке в Ядерном научном центре Китайской народной республики.
- 1959—1961 старший научный сотрудник ИАЭ имени И. В. Курчатова,
- 1961—1966 заместитель директора НИИ атомных реакторов (Димитровград)
- 1967—1970 заместитель директора Лаборатории ядерных реакций ОИЯИ (Дубна)
- 1970—1973 начальник отдела ИАЭ имени И. В. Курчатова
- 1973—1994 начальник отдела Лаборатории нейтронной физики ОИЯИ.

Кандидат физико-математических наук. Специалист в области физики и техники ядерных реакторов, применения результатов исследований по физике тяжелых ионов в смежных областях науки и техники.
Умер 25 января 1994 года.

## Награды и премии
- Сталинская премия третьей степени (1953) — за расчётные и экспериментальные работы по созданию реакторов для производства трития
- Ленинская премия
- премия Совета министров СССР
- орден Трудового Красного Знамени